# Fiordo di Zavratnica

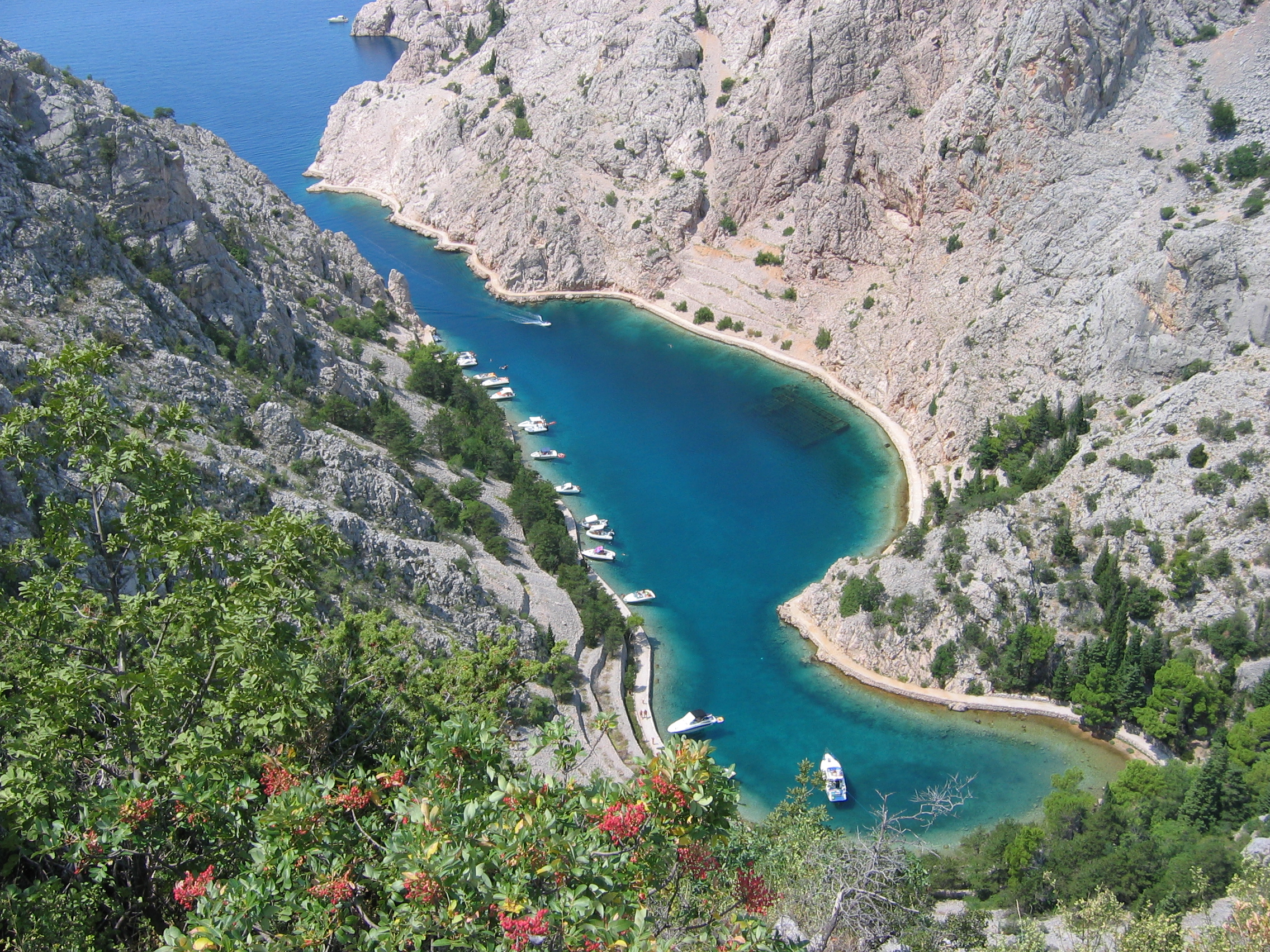
Veduta del Fiordo di Zavratnica

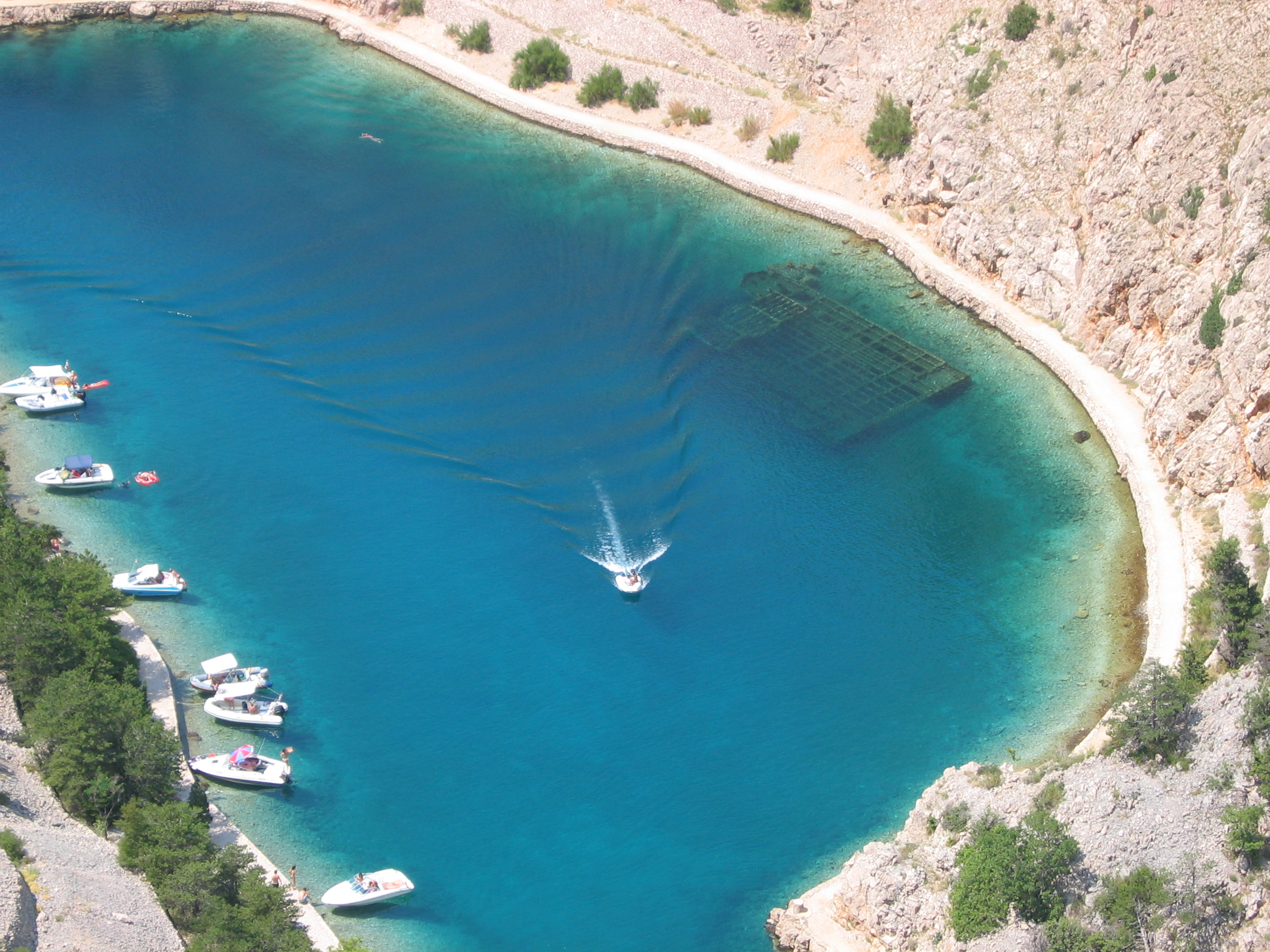
Particolare del relitto

Il fiordo di Zavratnica (Cala Melineda) è un fenomeno carsico alle pendici delle Alpi Bebie (Velebit) in Croazia, sulla costa Dalmata nei pressi di Jablanac (Porto Melinedo, Iablanazzo).
L'insenatura è lunga 1000m, e larga dai 50 ai 150m., geologicamente, non è propriamente un fiordo bensì il risultato dell'allagamento di una valle formata dai numerosi torrenti che scendevano dalle Bebie. Nel periodo postglaciale il mare si alzò e affondò una parte della lunga vallata. La bellezza di Zavratnica, che per via della sua peculiarità è stata proclamata monumento geomorfologico della natura, attrae numerosi turisti e visitatori anche per la presenza del relitto di una chiatta tedesca affondata durante la seconda guerra mondiale. Il relitto si trova adagiato ad una profondità che va dai 2m ai 10m ed è meta ambita per gli appassionati di snorkeling che giungono via nave dall'Isola di Arbe (Rab in Croato).